# NSG Löserbecken von Weiterstadt
NSG Löserbecken von Weiterstadt este o arie protejată (arie specială de conservare — SAC, sit de importanță comunitară — SCI) din Germania întinsă pe o suprafață de 8,04 ha, integral pe uscat.

## Localizare
Centrul sitului NSG Löserbecken von Weiterstadt este situat la coordonatele 49°53′26″N 8°33′55″E / 49.8906°N 8.5653°E.

## Înființare
Situl NSG Löserbecken von Weiterstadt a fost declarat sit de importanță comunitară în noiembrie 2004 pentru a proteja 1 specie de animale. Situl a fost protejat și ca arie specială de conservare în martie 2008.

## Biodiversitate
Situată în ecoregiunea continentală, aria protejată nu include niciun habitat protejat.
La baza desemnării sitului se află o specie protejată de  amfibieni: triton cu creastă (Triturus cristatus).